# 시베리아

시베리아 지도

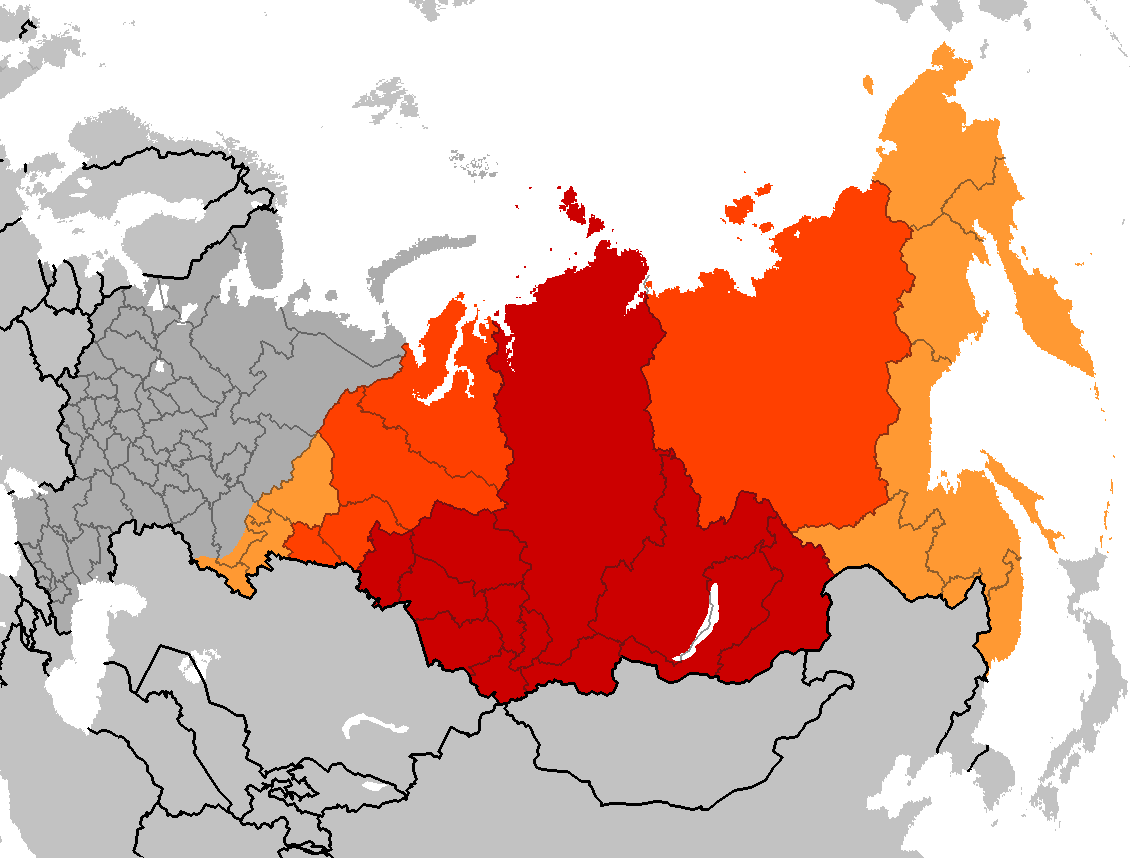
시베리아 연방관구
지리적으로 시베리아에 속하는 지역
역사적으로서의 시베리아(현재에도 가끔씩 이 범위를 시베리아라고 할 때가 있다)

시베리아(러시아어: Сиби́рь 시비리[*], 영어: Siberia, 타타르어: Seber, 문화어: 씨비리)는 우랄산맥에서 태평양에 이르는 러시아 영토를 말한다. 남쪽으로는 카자흐스탄·중국·몽골의 국경으로부터 북쪽으로는 북극해에 이른다. 북아시아의 거의 대부분에 해당한다.

## 구역

시베리아 횡단 철도와 연결된 시베리아의 주요 도시

시베리아는 지리적으로는 우랄 연방관구의 대부분, 시베리아 연방관구, 사하 공화국(극동 연방관구의 일부)을 포함한다. 역사적으로는 극동 연방관구 전체를 포함하기도 한다.
- 알타이 지방, 중심지 - 바르나울
- 알타이 공화국, 수도 - 고르노알타이스크
- 부랴트 공화국, 수도 - 울란우데
- 자바이칼 지방, 중심지 - 치타
- 이르쿠츠크주, 중심지 - 이르쿠츠크
- 하카스 공화국, 수도 - 아바칸
- 한티만시 자치구, 중심지 - 한티만시스크
- 케메로보주, 중심지 - 케메로보
- 크라스노야르스크 지방, 중심지 - 크라스노야르스크
- 노보시비르스크주, 중심지 - 노보시비르스크
- 옴스크주, 중심지 - 옴스크
- 사하 공화국, 수도 - 야쿠츠크
- 톰스크주, 중심지 - 톰스크
- 튜멘주, 중심지 - 튜멘
- 투바 공화국, 수도 - 키질
- 야말로네네츠 자치구, 중심지 - 살레하르트

## 어원
시베리아라는 단어의 어원은 알려져 있지 않다. 몇몇 자료에서는 시베리안 타타르어인 "잠자는 땅"이라는 말에서 나왔다고 한다.

## 역사
시베리아는 오랜 기간 동안 예네츠인, 네네츠인, 훈족과 같은 유목민의 땅이었다. 시비르의 칸은 현대의 토볼스크근처에 자리잡고 있었으며, 630년 아바르족의 가한이었던 쿠브라트가 널리 알려져 있다. 13세기 몽골의 침략 이후 시비르 한국이 세워졌다. 16세기에 이르러 코사크를 앞세운 러시아의 침공이 계속되어 이 시기에 만가제야, 타라, 예니세이스크, 토볼스크와 같은 도시들이 형성되었다. 17세기 중엽 러시아는 시베리아 전체를 지배하게 되었다.
시베리아는 최근 몇 세기 동안에도 대부분 사람이 살지 않는 땅이었으며 오랫동안 러시아 제국의 유형지였다. 1891년 –1916년, 시베리아 횡단 철도가 개통되면서 시베리아의 자원을 사용하기 위한 대규모 개발이 시작되어 시베리아는 크게 변화하게 되었다. 러시아와 소련은 시베리아에 많은 굴락을 설치하여 강제 노역을 통해 시베리아를 개발하기도 하였다. 그러나 니키타 흐루쇼프가 집권한 후 모든 굴락은 해방되었다.

## 지리

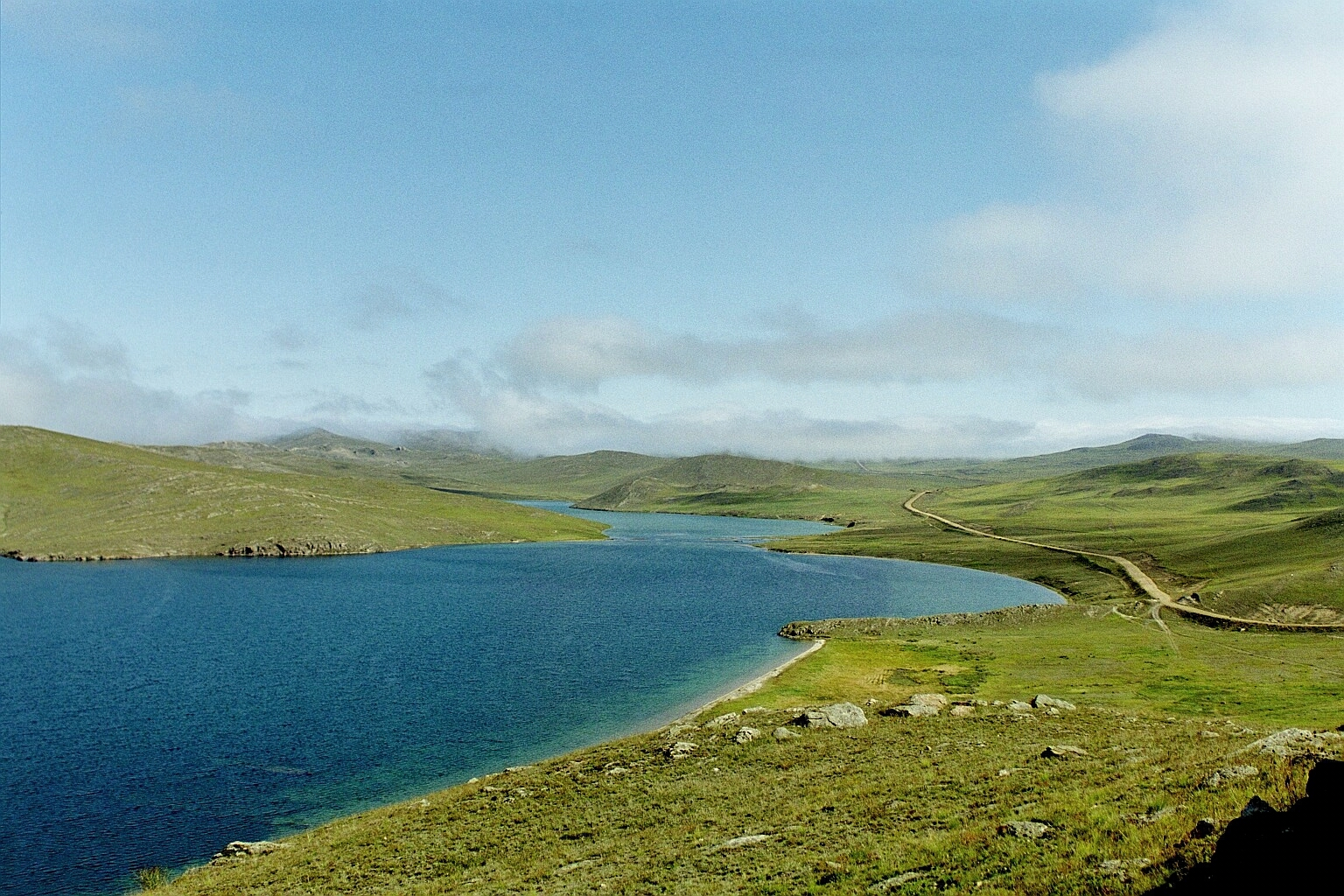
바이칼호

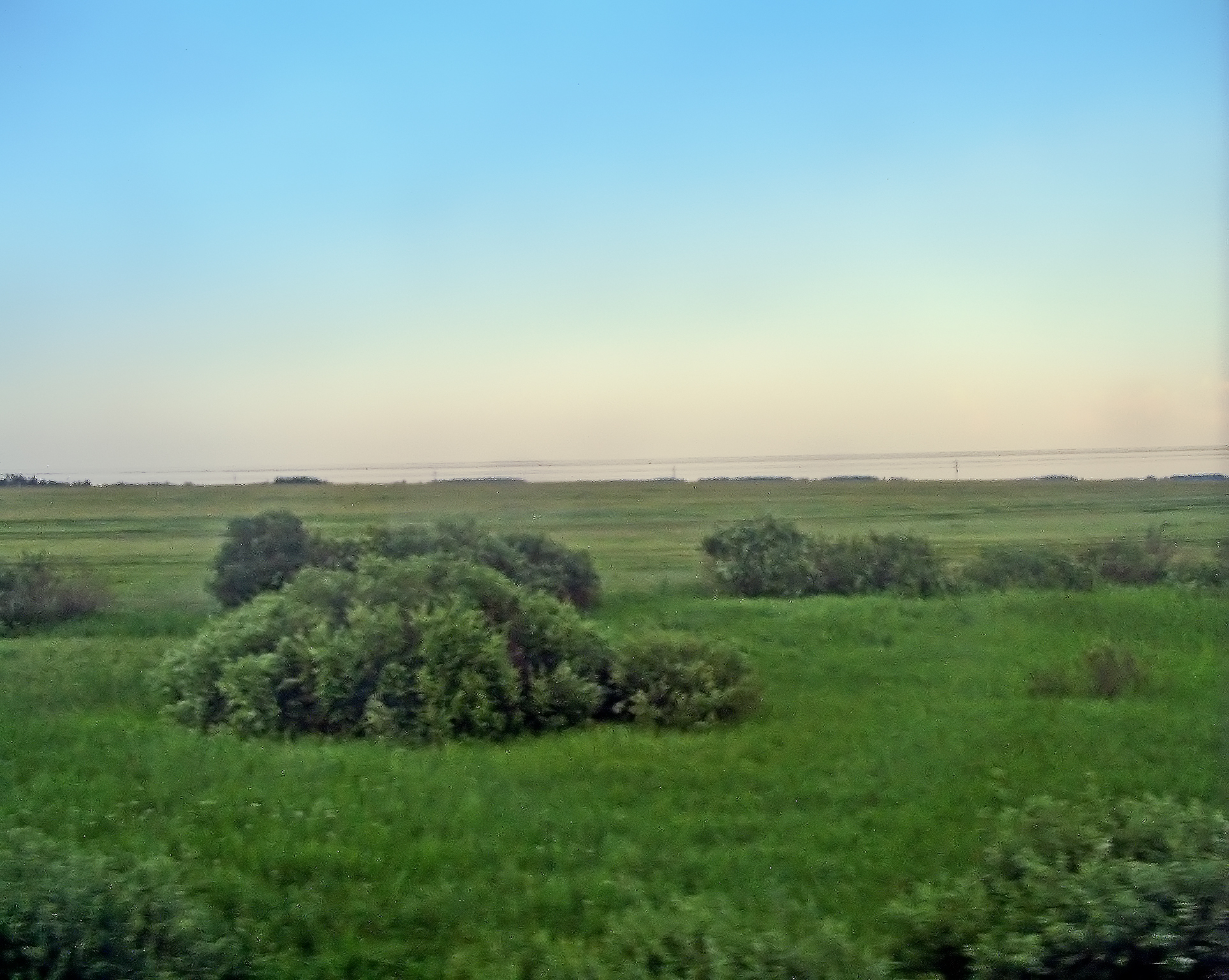
시베리아의 초원

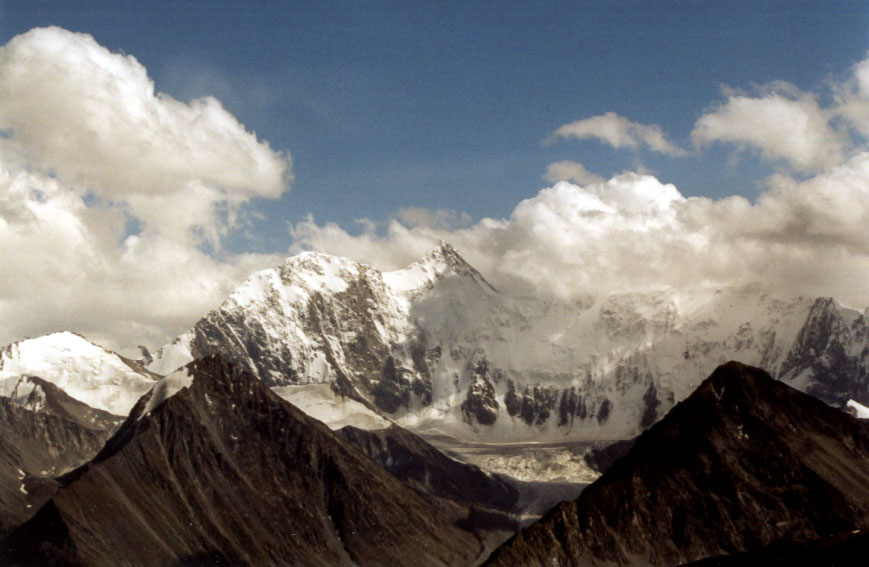
알타이산맥의 벨루차산

1310만 km2에 이르는 시베리아는 러시아 전체 영토의 77%에 달한다. 시베리아의 주요 지형으로는 중앙시베리아고원과 서시베리아 평원이 있다. 서시베리아 평원은 지구 전체 육지(148,940,000 km2)의 10%에 해당한다. 시베리아의 북부는 북극권에 이르며 남부는 중국, 몽골 등 다른 나라와 국경을 맞대고 있다.

### 기후와 식생
시베리아의 북부 대부분은 북극권 이북에 놓여 있어 여름이 매우 짧다. 중북부지역에서, 여름엔 백야현상이 나타나고, 겨울엔 극야현상이 나타난다.
|                                                                                         |        |             |        |           |               |           |             |
| 극 사막                                                                                 | 툰드라 | 알핀 툰드라 | 타이가 | 저지 수림 | 냉대 활엽수림 | 냉대 초원 | 건조대 초원 |
| 시베리아의 식생대는 대부분 타이가이다. 시베리아의 남부 일부지역에 냉대 활엽수림이 있다. |        |             |        |           |               |           |             |

### 주요 지형
| 강과 호수 | 산맥 | 기타                            |
| --- | --- | ------------------------------- |
| - 아나바르강 - 안가라강 - 인디기르카강 - 이르티쉬강 - 콜리마강 - 레나강 - 오브강 - 포피가이강 - 퉁구스카강 - 상 앙가라강 - 야나강 - 예니세이강 - 바이칼호 - 노보시비르스크호 - 우브스호 | - 알타이산맥 - 바이칼산맥 - 차마르다반 - 체르스키산맥 - 주그주르산맥 - 기단산맥 - 코랴크산맥 - 사얀산맥 - 타누올바산맥 - 우랄산맥 - 베르크호얀스크산맥 - 야블로노이산맥 | - 포피가이 충돌구 - 우코크 초원 |

## 경제

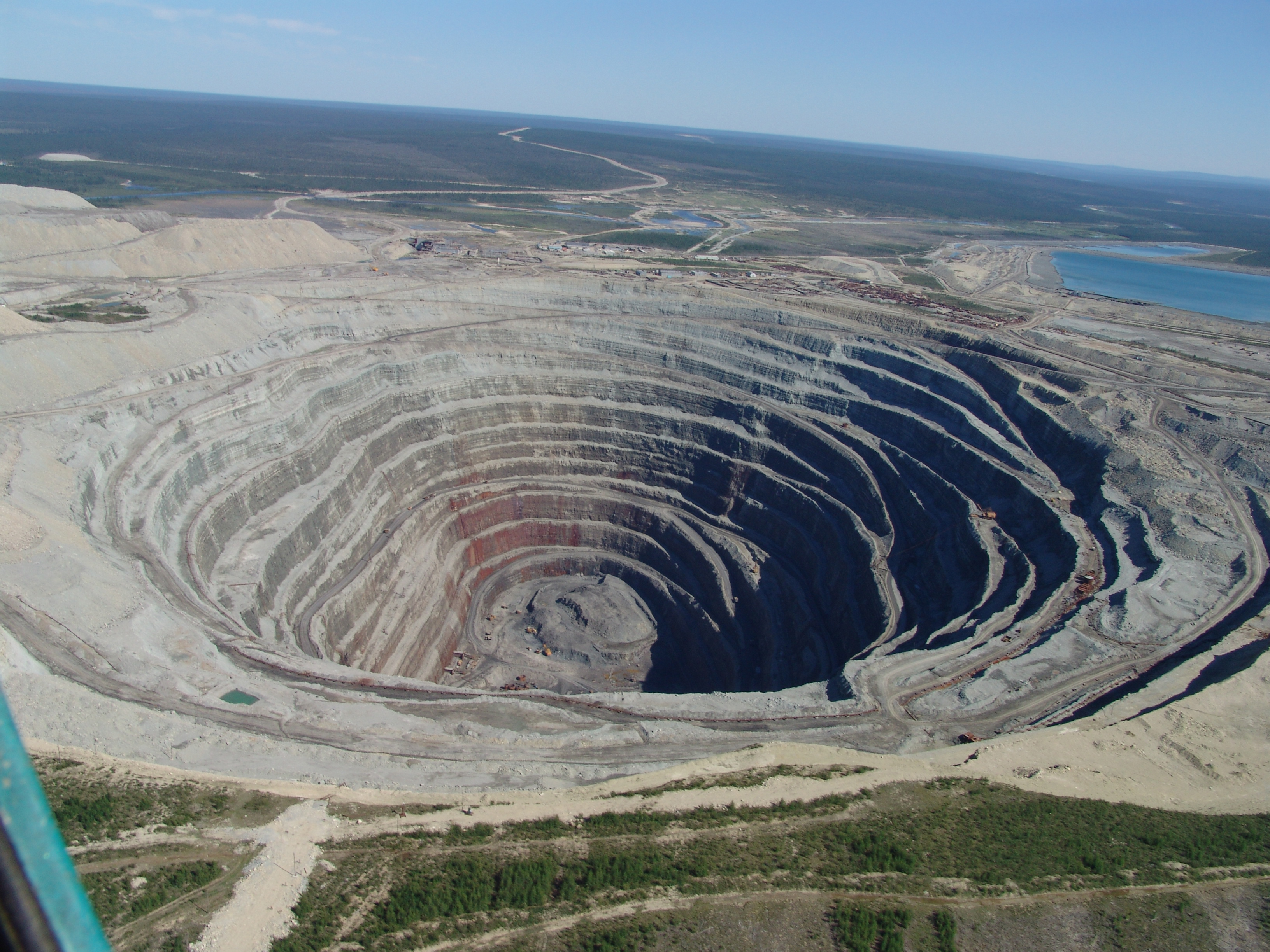
우다치나야 다이아몬드 광산

시베리아는 니켈, 금, 납, 석탄, 몰리브데넘, 다이아몬드, 은, 아연과 같은 많은 천연 광물이 풍부하게 존재한다. 또한 석유와 천연 가스도 발견되었다. 이러한 자원들의 대부분은 동쪽 오지에 있어 스탈린 시대 이후에야 개발되기 시작하였다.
시베리아에서 재배할 수 있는 농작물은 매우 제한적이다. 그러나, 시베리아 남부의 비옥한 토양에서 밀, 보리, 호밀, 감자 등을 재배한다. 소와 양의 방목도 이루어지고 있다. 그 외의지역은 대부분 회색삼림토로 농작물을 기르기에는 척박한 토양으로 툰드라가 넓게 자리잡고 있다. 이 툰드라 지대는 순록의 주요한 서식처이자 세계에서 가장 큰 삼림이다. 목재는 시베리아의 주요 수입원 중 하나이다.
오호츠크 해는 세계에서 조석의 차가 매우 심한 곳 중 하나로 어업의 중심지이다. 오호츠크해에서 잡히는 어류는 세계 어획량의 10%에 이른다.
바이칼호 서안에는 공업단지가 있다.

## 인구

시베리아에서 가장 큰 9개 도시의 20세기 인구변화

시베리아의 인구 밀도는 1km2당 세 명 정도이다. 대부분의 인구는 러시아인과 러시아 안에 거주하는 우크라이나인이다. 러시아인들은 수 세기에 걸쳐 시베리아에 정착했다. 또한 시베리아에는 약 40만명의 볼가독일인이 살고 있다. 이외의 소수 민족으로는 몽골인과 부랴트족, 투바인, 야쿠트족, 타타르족과 같은 터키계 민족들이 있다. 또한 예벤키족, 케트인, 축치인, 코랴크인, 유카기르인 등도 살고 있다.
대부분의 시베리아 인구는 도시에 밀집해 있으며 아파트에서 생활한다. 시베리아에서 가장 큰 대도시는 노보시비르스크이며 이 외에 토볼스크, 톰스크, 크라스노야르스크, 옴스크와 같은 도시가 있다. 시베리아의 전체 인구는 3천 7백만여 명이다.

## 종교
시베리아에는 동방정교회, 이슬람, 티베트 불교, 유대교 그리고 기독교의 여러 종파들이 신봉되고 있다. 이 가운데 동방정교회가 가장 큰 영향력을 미치고 있다. 한편, 여러 소수민족들은 샤머니즘 신앙을 가지고 있으며 여러 신들을 믿는다.

## 교통
시베리아의 주요 교통로는 시베리아 횡단 철도이다. 모스크바에서부터 블라디보스토크에 이르는 이 철도는 1850년 극동지방의 군사적 의의의 증대, 식민, 대중국무역 등을 목적으로 계획되었다. 예정선은 시베리아 가도를 따라 건설하기로 계획하고 1887년에 조사해, 1891~1892년에 걸쳐 착공하고 1897년 부분적으로 개통되었으며 1905년 완공되었다. 9334km를 운행하는 열차로 세계에서 가장 긴 직통열차로 유명하다. 철도의 전철화는 1929년에 개시되었으며, 2002년에 전 구간이 전철화되었다. 철도가 없는 곳은 도로교통이 중요한 교통이고 겨울철에 지방도로에서는 스키를 이용한다.

## 시베리아 원주민
시베리아에는 17세기말 이전부터 타타르인, 한티인, 에벤키인, 브랴티야인, 추코트인 등 수많은 민족들이 거주하고 있었으나 추운 지역으로 인구는 소수였다. 이들은 아직도 시베리아를 삶의 터전으로 살아가고 있다. 러시아인들은 검은 단비의 모피를 얻기위해 노력했다. 1991년 소련이 붕괴하고 러시아가 새로이 탄생한 오늘에도 이곳에 매장된 자원을 탐내는 다국적 기업과 국가들이 시베리아 개발에 나서고 있다.

## 드라마
- 아스팔트 사나이 (1995년)

## 같이 보기
- 퉁구스카 폭발사건